# Paul Collins
Paul Collins, född 22 juli 1926, död 31 januari 1995, var en friidrottare från Kanada. Han deltog vid olympiska sommarspelen 1952.